# Raiffeisenbank im Grabfeld
Die Raiffeisenbank im Grabfeld eG ist eine Genossenschaftsbank mit Sitz im Ortsteil Obereßfeld in der bayerischen Gemeinde Sulzdorf an der Lederhecke im Landkreis Rhön-Grabfeld.

## Geschichte
Die Gründung der ersten Genossenschaften erfolgte im 19. Jahrhundert durch Friedrich Wilhelm Raiffeisen und Hermann Schulze-Delitzsch. Einzelne Raiffeisenkassen im Grabfeld entstanden etwa zur gleichen Zeit in den Orten Alsleben, Sulzdorf an der Lederhecke und Untereßfeld. Die heutige Raiffeisenbank im Grabfeld eG wurde dabei im Jahr 1892 gegründet.
Im Jahr 1959 fusionierten die Raiffeisenkasse Obereßfeld eGmbH mit dem Sitz in Sulzdorf an der Lederhecke, die Raiffeisenkasse Sulzdorf eGmbH sowie die Raiffeisenkasse Alsleben eGmbH mit dem Sitz in Alsleben zur Raiffeisenkasse Obereßfeld-Alsleben-Sulzdorf eGmbH mit dem Sitz in Sulzdorf an der Lederhecke. Bereits im Jahr 1956 fusionierte die Raiffeisenkasse Obereßfeld eGmbH mit der Spar- und Darlehnskasse Sternberg eGmbH mit dem Sitz in Sternberg.
Die bedeutendste und letzte Fusion war im Jahr 1991, als die Raiffeisenbank Obereßfeld-Alsleben-Sulzdorf eG mit der ostdeutschen Raiffeisenbank und Handelsgenossenschaft Rentwertshausen eG mit dem Sitz in Rentwertshausen fusionierte und anschließend unter dem Namen Raiffeisenbank Obereßfeld-Römhild eG firmierte. Im Jahr 2013 wurde die Bank dann umbenannt in Raiffeisenbank im Grabfeld eG.
Im Jahr 2017 beging die Raiffeisenbank im Grabfeld eG ihr 125-jähriges Bestehen.

## Rechtsverhältnisse
Die Raiffeisenbank im Grabfeld eG ist im Genossenschaftsregister beim Amtsgericht Schweinfurt unter GnR 155 eingetragen.

## Organisationsstruktur
Rechtsgrundlagen sind das Genossenschaftsgesetz und die durch die Generalversammlung beschlossene Satzung. Organe der Bank sind der Vorstand, der Aufsichtsrat und die Generalversammlung.

## Sicherungseinrichtung
Die Raiffeisenbank im Grabfeld eG ist der amtlich anerkannten Sicherungseinrichtung des Bundesverbandes der Deutschen Volksbanken und Raiffeisenbanken GmbH und der zusätzlichen freiwilligen Sicherungseinrichtung des Bundesverbandes der Deutschen Volksbanken und Raiffeisenbanken e.V. angeschlossen.

## Geschäftsausrichtung
Die Raiffeisenbank im Grabfeld eG betreibt das Universalbankgeschäft. Im Verbundgeschäft arbeitet sie mit der DZ Bank, R+V Versicherung, Bausparkasse Schwäbisch Hall, Teambank, VR Leasing, DZ Hyp und der Union Investment zusammen.
Die Raiffeisenbank im Grabfeld eG ist weiterhin im Immobiliengeschäft tätig und unterhält das Tochterunternehmen RB-Verwaltungs GmbH sowie das Café am Schabhof.

## Geschäftsgebiet
Das Geschäftsgebiet der Raiffeisenbank im Grabfeld eG befindet sich im bayerischen und thüringischen Grabfeld. Es liegt im Osten des Landkreises Rhön-Grabfeld, im Süden des thüringischen Landkreises Schmalkalden-Meiningen sowie im Westen des thüringischen Landkreises Hildburghausen.
An diesen Orten betreibt die Bank Filialen:
- Sulzdorf an der Lederhecke (Hauptstelle, jur. Sitz)
- Rentwertshausen (Geschäftsstelle)
- Römhild (Geschäftsstelle)